# 7463 Oukawamine
7463 Oukawamine (1985 SB) là một tiểu hành tinh vành đai chính được phát hiện ngày 20 tháng 9 năm 1985 bởi T. Seki ở Geisei.